# Сант'Анђело ин Гроте (Изернија)
Сант'Анђело ин Гроте је насеље у Италији у округу Изернија, региону Молизе.
Према процени из 2011. у насељу је живело 191 становника. Насеље се налази на надморској висини од 967 м.